# 로버트 아벨라
로버트 아벨라(몰타어: Robert Abela, 1977년 12월 7일~)는 몰타의 변호사이자 정치인으로, 2020년부터 몰타의 총리와 노동당 대표를 역임하고 있다. 조지 아벨라 전 대통령의 아들로, 그는 2017년에 의회에 선출되었다. 아벨라는 2020년 1월 13일 조지프 무스카트의 사임으로 총리로 취임했다.

## 정치 경력
아벨라는 아버지 조지 아벨라가 1996년 총선에서 당을 지지하는 당 부대표로 있는 동안 정치에 관여했다. 그는 1996년부터 아픈 사람들을 투표소로 실어 나르기 시작했으며, 조지프 무스카트가 요청한 시사 프로그램의 당 대표와 최근에는 내각의 법률 고문으로 일하는 등 다른 역할에서 수년간 물밑에서 일했다고 주장했다. 그는 또한 알프레드 산트가 사임한 후 2008년 조지프 무스카트를 상대로 실패한 노동당 지도부 입찰에서 아버지를 지지했다.

### 몰타의 노동당 당수 및 총리직
2020년 1월 12일 당내 선거에서 아벨라는 크리스 피어네를 상대로 6,798표를 얻어 9,342표를 얻었다. MLP 회원의 92% 이상이 전국의 정당 클럽에서 투표를 했다. 이로써 아벨라는 노동당의 새 지도자로 선포되었다.
다음날 조지프 무스카트는 총리직에서 사임했다. 조지 벨라 대통령은 무스카트의 사임을 받아들여 아벨라를 몰타의 새 총리로 임명했다. 그의 첫 공식 임명은 클라이드 카루아나를 비서실장으로 임명한 것이었다.

## 사생활
2008년에는 리디아 아벨라 제라파와 결혼했으며, 이후 노동당 집행위원회 서기를 맡았다. 그들은 2012년에 태어난 딸 조르지아 마에를 두고 있다.